# Manuel Godoy

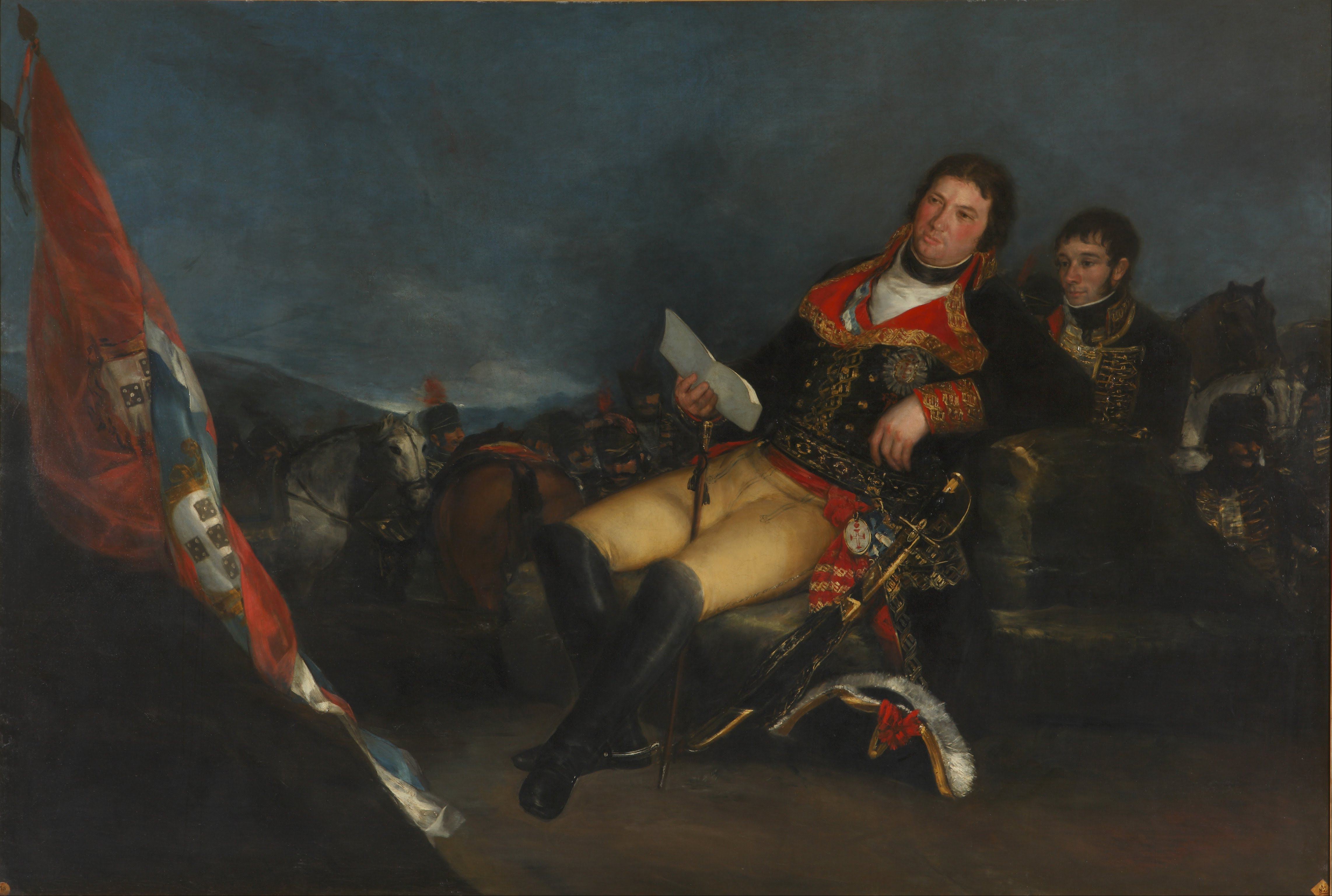
Manuel Godoy, målning av Goya 1801.

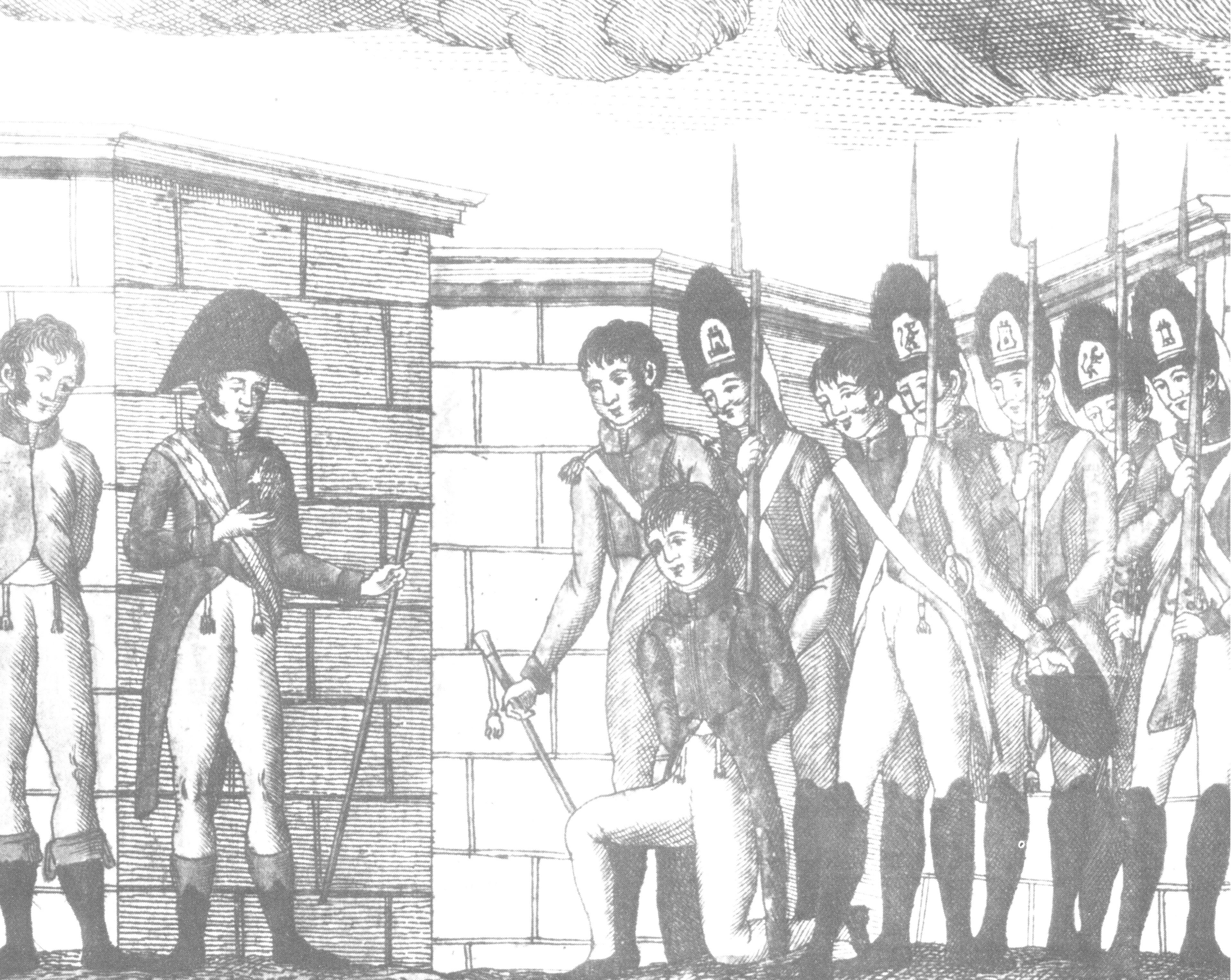
Ferdinand VII:s möte med Godoy innan han förs till fängelset. Samtida gravyr, ca 1808.

Manuel de Godoy Alvarez de Faria Rios, född 12 maj 1767 i Badajoz i Spanien, död 4 oktober 1851 i Paris i Frankrike, var en spansk hertig och politiker.
Hans familj tillhörde en förnäm, men utfattig adelssläkt. Vid 17 års ålder kom han till Madrid. När han inträdde i gardeskåren som officer uppmärksammades han av den spanska drottningen, Maria Luisa av Parma. Han blev år 1788 hennes älskare – hon var 37 år, Godoy 21. 
Drottningen lät introducera sin älskare för sin gemål, kung Karl IV av Spanien, som också blev charmerad av den unge mannen. Tack vare detta fick Godoy stort inflytande över spansk politik - 1788 blev han generallöjtnant, fick sedan markis- och hertigtitlar och den 15 november 1792 blev han premiärminister.
Trots "bakvägen" till makten, ägde Godoy de facto statsmannaegenskaper. Han lyckades dock inte undvika att Spanien kom i konflikt med Frankrike och krig förklarades den 7 mars 1793. Kriget ledde till en fred i Basel den 22 juli 1795, då kung Karl IV gav honom titeln "fredsfurste".
Efter att ha erhållit denna titel försökte han via reformer "modernisera" Spanien. Detta misslyckades. Han åtnjöt gunster som drottningens älskare, samtidigt som han var hemligt gift med Pepita Tudó, dotter till en officer, medan hans officiella hustru var María Teresa de Borbón y Vallabriga (1779–1797), dotter till kungens bror, Ludvig, hertig av Chinchón.
Godoy störtades 1798 men återkom till makten påföljande år; 1801 blev han befälhavare i kriget mot Portugal och från 1807 fick han av Napoleon I löfte om suveränitet av provinsen Algarve. Efter ett uppror i Aranjuez den 18 mars 1808 störtades han av den spanske tronföljaren, Ferdinand VII av Spanien och kastades i fängelse. Han frigavs av de invaderande franska trupperna under Napoleon I, på order av Napoleons svåger, Joachim Murat. Han tvangs emellertid – vid ett möte i Bayonne – att gå med på att såväl Karl IV som Ferdinand VII avsade sig sina anspråk på den spanska kronan. 
Godoy följde därefter med sin älskarinna och den avsatte spanske kungen i landsflykt till Italien. Efter den så kallade julirevolutionen 1830 bosatte Godoy sig i Paris, där han levde på en fransk pension (han hade förlorat alla sina tillgångar i Spanien). År 1847 fick han lov att återvända till Spanien och skulle dessutom återfå sina titlar, men Godoy valde att stanna kvar i Frankrike.